# ピンクの弾丸
「ピンクの弾丸」（ピンクのだんがん）は、Serenaの楽曲。Serenaのデビューシングルとして、2013年8月21日にアリオラジャパンより発売された。

## 概要
初回生産限定盤（CD+DVD）とCDのみの通常盤のリリース。
表題曲は2013年に放送された江角マキコ主演のフジテレビ系水10ドラマ『ショムニ2013』（第4シリーズ）の主題歌。ドラマの初回放送日である同年7月10日に配信が開始され、翌11日には有料音楽配信サイト「レコチョク」の「着うたデイリーランキング」で2位を記録。また、歌詞検索サイト「歌ネット」にて同月29日・30日付のデイリーランキングで1位を獲得するなど、デビュー前から様々なチャートでランクインしている。
8月14日には着うたフルで先行配信が開始された。
8月21日にCDが発売され、同日にはshibuya eggmanにて「デビュー記念ライブイベント」が開催された。

## 音楽性
切ない乙女心と強い決意を歌った楽曲で、サビ直前の「Bang! Bang! Bang!」と叫ぶコーラスが印象的。
そのインパクトから複数のアカペラサークルがレパートリーとしていて、Youtubeなどに映像をアップしている。

## 収録曲

### CD
1. ピンクの弾丸 [5:00]
作詞：杉村喜光
作曲・編曲：松井寛
  - 江角マキコ主演 フジテレビ系水10ドラマ『ショムニ2013』主題歌
2. Dreamer☆Dreamer [4:09]
作詞・作曲・編曲：Ryosuke“Dr.R”Sakai
  - H.I.S. テレビCMソング[8]
3. ピンクの弾丸（instrumental） [5:00]
4. Dreamer☆Dreamer（instrumental） [4:06][8]

### DVD
1. ピンクの弾丸（MUSIC VIDEO）